# József Keller
Pour les articles homonymes, voir Keller.
József Keller, né le 25 septembre 1965 à Nagykanizsa, est un footballeur hongrois. Il a évolué au poste de défenseur ou de milieu de terrain du milieu des années 1980 au milieu des années 2000.

## Palmarès
- Champion de Hongrie en 1992, 1995 en 1996 et 2001 avec le Ferencváros TC
- Vainqueur de la Coupe de Hongrie en 1991, 1993, 1994, 1995 et 2003 avec le Ferencváros TC
- Vainqueur de la Supercoupe de Hongrie en 1993, 1994 et 1995 avec le Ferencváros TC
- Finaliste de la Coupe de Hongrie en 1986 et 1989 avec le Ferencváros TC, en 2004 avec le Budapest Honvéd